# Шарли (Шер)
Шарли́ (фр. Charly) — коммуна во Франции, находится в регионе Центр. Департамент — Шер. Входит в состав кантона Неронд. Округ коммуны — Сент-Аман-Монтрон.
Код INSEE коммуны — 18054.

## География
Коммуна расположена приблизительно в 220 км к югу от Парижа, в 130 км юго-восточнее Орлеана, в 34 км к юго-востоку от Буржа.
Вдоль северо-западной границы коммуны протекает река Эрен.

## Население
Население коммуны на 2008 год составляло 226 человек.
| 1962 | 1968 | 1975 | 1982 | 1990 | 1999 | 2008 |
| ---- | ---- | ---- | ---- | ---- | ---- | ---- |
| 329  | 364  | 273  | 272  | 252  | 257  | 226  |

## Экономика
В 2007 году среди 152 человек в трудоспособном возрасте (15-64 лет) 105 были экономически активными, 47 — неактивными (показатель активности — 69,1 %, в 1999 году было 62,0 %). Из 105 активных работали 96 человек (48 мужчин и 48 женщин), безработных было 9 (3 мужчин и 6 женщин). Среди 47 неактивных 4 человека были учениками или студентами, 26 — пенсионерами, 17 были неактивными по другим причинам.

## Достопримечательности
- Церковь Нотр-Дам (XII век). Исторический памятник с 1862 года[3]
- Руины бенедиктинского аббатства
- Две водяные мельницы

## Фотогалерея

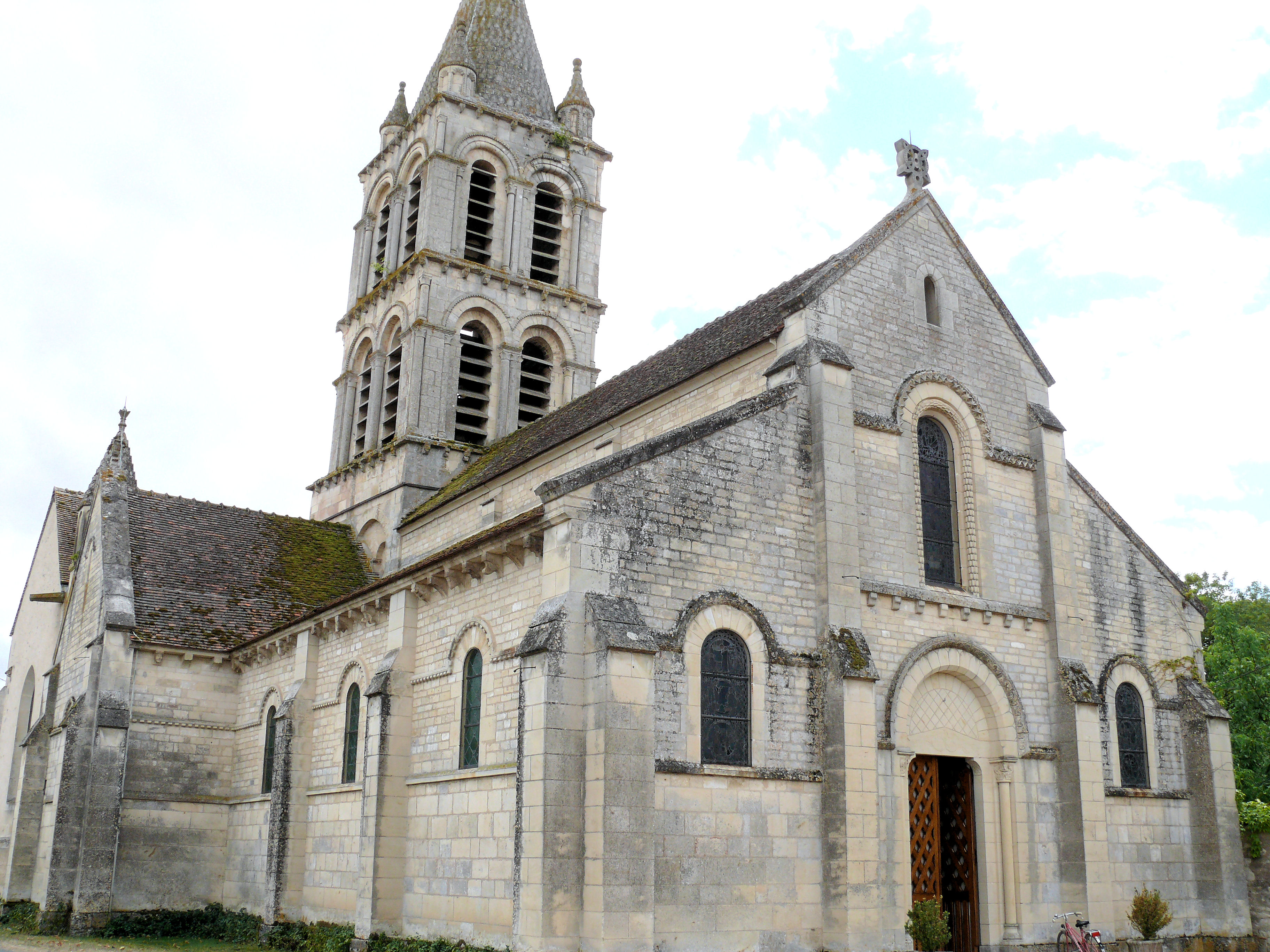
Церковь Нотр-Дам
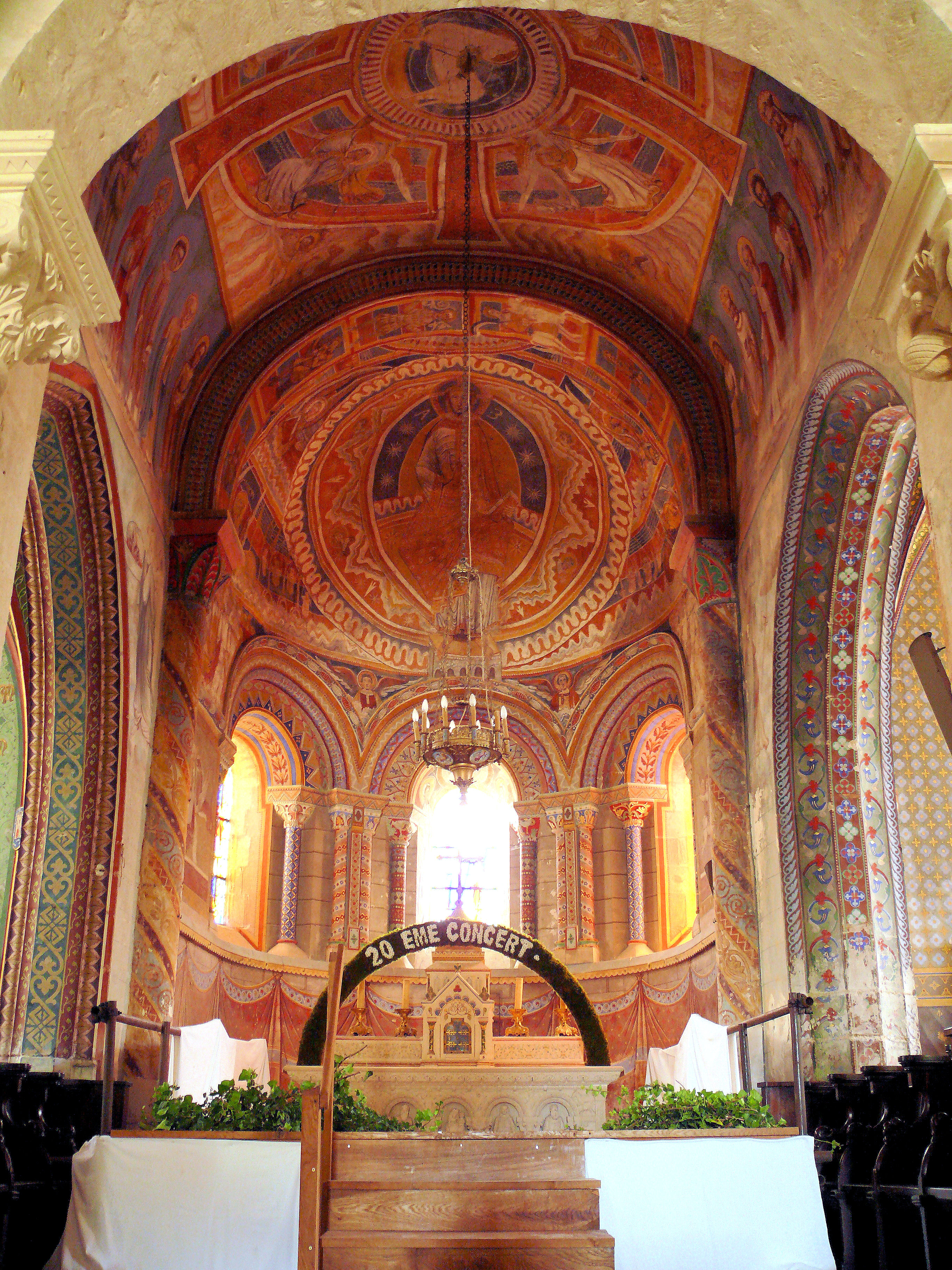
Интерьер церкви Нотр-Дам
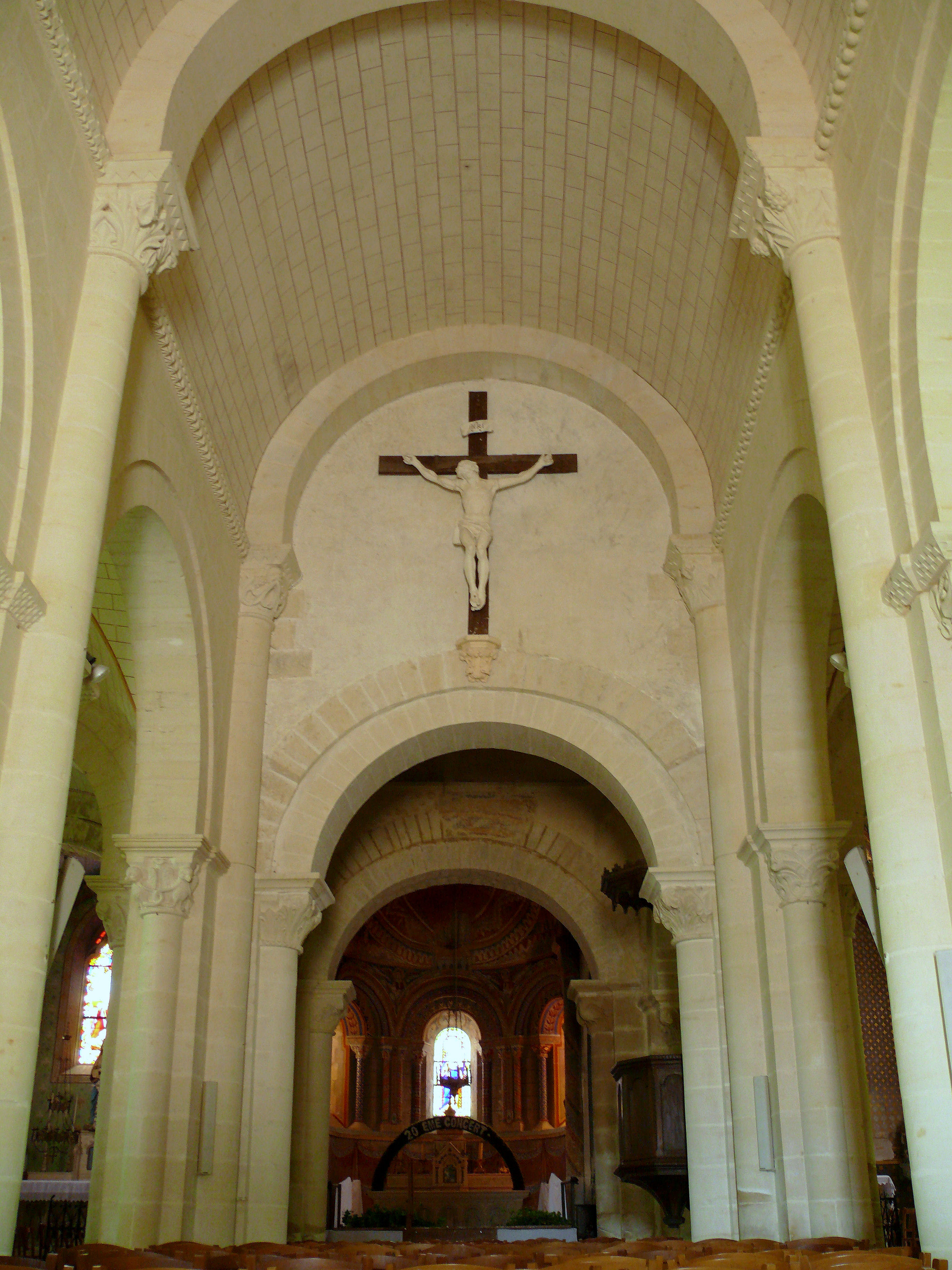
Интерьер церкви Нотр-Дам
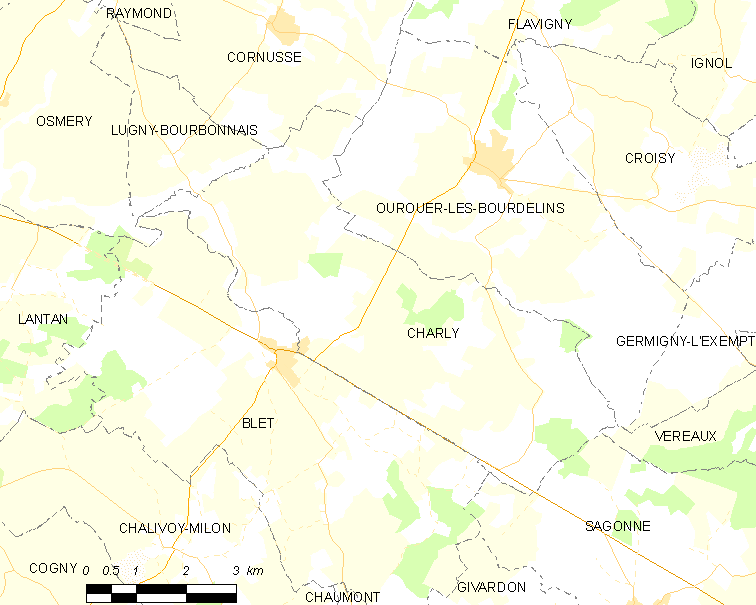
Карта коммуны